# 小行星5004
小行星5004（5004 Bruch）是一颗绕太阳运转的小行星，为主小行星带小行星。该小行星于1988年9月8日发现。

## 轨道参数
小行星5004的轨道半长轴为2.2405927 UA，离心率为0.069。